# انتخابات در فرانسه

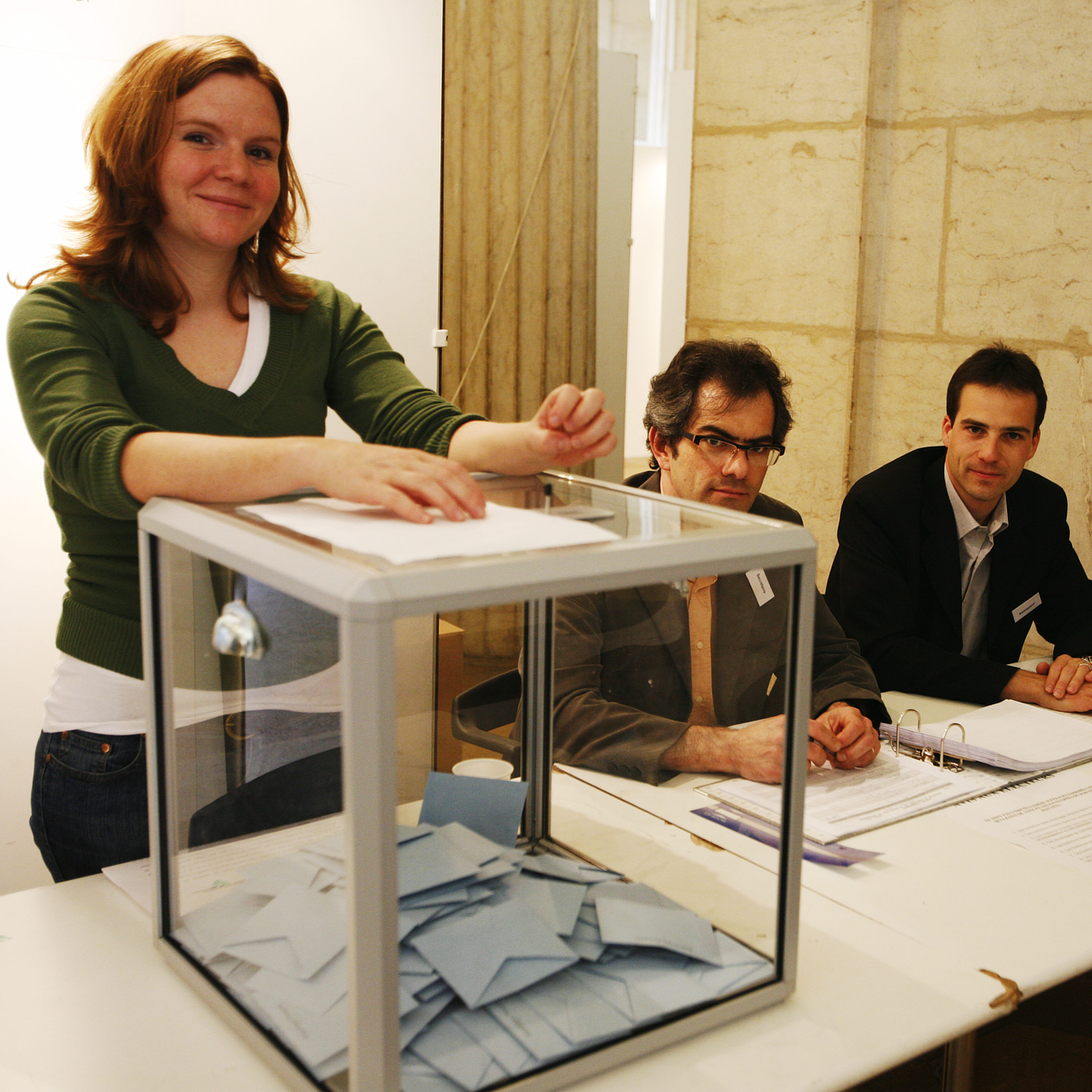
داخل یک حوزه رای گیری در انتخابات ریاست‌جمهوری فرانسه (۲۰۰۷) ، ناظران انتخاباتی و یک جعبه استاندارد رای شفاف.

فرانسه دارای نظام دموکراسی نیابتی است. مقامات رسمی در قوای مقننه و مجریه به صورت (مستقیم و غیرمستقیم) توسط مردم انتخاب می‌شوند یا توسط مقامات انتخابی منصوب می‌گردند. همچنین در این کشور همه‌پرسی به منظور مشورت با شهروندان فرانسوی به ویژه پیرامون اصلاح قانون اساسی انجام می‌گیرد. فرانسوی‌ها در سطح ملی رئیس‌جمهور و نمایندگان قانونگذار را مشخص می‌کنند.
- رئیس‌جمهور هر پنج سال یک بار  (قبلاً هفت سال یک بار) به شکل مستقیم توسط مردم انتخاب می‌شود.
- پارلمان دو مجلس دارد:
  - مجمع ملی ۵۷۷ نماینده دارد که هر پنج سال یک بار از طرف حوزه‌های انتخابیه‌ای که یک کرسی در این مجلس دارند انتخاب می‌شوند.
  - سنا ۳۴۸ نماینده دارد که ۳۲۸ تن از آن‌ها به مدت شش سال از سوی مجمع گزینندگانی که از نمایندگان انتخابی هر اقلیم (دپارتمان) تشکیل شده انتخاب می‌شوند. ۸ تن دیگر به صورت دیگری انتخاب می‌شوند و ۱۲ نفر توسط مجمع فرانسویان خارج از کشور انتخاب می‌شوند. این مجمع جای شورای عالی فرانسویان خارج از کشور را که ۱۵۵ عضو آن توسط شهروندان فرانسوی مقیم خارج از فرانسه انتخاب می‌شدند را گرفته است.

به علاوه، شهروندان فرانسوی دولت‌های محلی متنوعی را هم انتخاب می‌کنند. همچنین انتخابات‌هایی برای برخی سمت‌های غیرسیاسی مانند قاضی‌های دادگاه‌های قانون کار که توسط کارگران و کارفرمایان انتخاب می‌شوند یا قاضی‌هایی که دادگاه‌های مربوط به دعاوی ارضی روستایی را اداره می‌کنند نیز برگزار می‌شود.
فرانسه نظام دوحزبی تمام و کمالی ندارد، در نظام دوحزبی با وجود احزاب مختلف قدرت بیشتر بین دو حزب مبادله می‌شود. با این حال سیاست در فرانسه تا حدودی به سمت نظام دوحزبی پیش رفته به این شکل که قدرت در این کشور بین ائتلاف‌هایی که تحت نام احزاب اصلی شکل گرفته‌اند در حال مبادله است: در چپ، حزب سوسیالیت و در راست، حزب جمهوری‌خواه و پیشنیان آن.
انتخابات در فرانسه همیشه در روزهای یکشنبه برگزار می‌شود. طبق قانون، تبلیغات در نیمه‌شب جمعه پیش از انتخابات به پایان می‌رسد، سپس در روز یکشنبه هیچ نظرسنجی، برنامه یا نشریه‌ی انتخاباتی حق انتشار ندارد.حوزه‌های رأی‌گیری از ساعت ۸ تا ۱۸ در شهرهای کوچک و تا ۲۰ در شهرهای بزرگ باز هستند. هر گونه اعلام نتایج یا تخمین پیش از  پایان انتخابات ممنوع است. با این حال غالباً این اطلاعات از طریق رسانه‌های بلژیک و سوئیس یا وبگاه‌های خارجی قابل دسترس است. نخستین تخمین نتایج در ساعت ۲۰ روز یکشنبه (روز انتخابات) به وقت پاریس اعلام می‌شوند. یکی از نتایج این کار این است که گویان فرانسه، مارتینیک و گوادلوپ پیش از پایان زمان انتخابات در کشورشان از تخمین‌ها اطلاع می‌یابند و بدین ترتیب نسبت به شرکت در انتخابات سرد می‌شوند. به همین دلیل از سال ۲۰۰۰ به بعد انتخابات در سرزمین‌های فرانسوی واقع در قاره آمریکا به همراه سفارت‌ها و کنسولگری‌های این کشور در آنجا در روزهای شنبه برگزار می‌شوند.

## ریاست‌جمهوری
رئیس‌جمهور فرانسه بر پایهٔ اصل ۷ قانون اساسی این کشور در یک انتخابات دومرحله‌ای برای مدت پنج سال انتخاب می‌شود. اگر هیچ نامزدی نتواند در دور نخست اکثریت مطلق را به‌دست آورد، دو هفته بعد انتخابات دور دوم بین دو نامزدی که بیشتر از دیگران رأی گرفته باشند برگزار خواهد شد.
هر فرانسوی که بتواند ۵۰۰ امضا از مقامات انتخابی محلی یا ملی در سطح ۳۰ استان داخل فرانسه یا قلمروهای آن سوی دریاها گردآوری کند می‌تواند نام خود را در برگه‌های رأی دور نخست بگنجاند، مشروط بر این که امضاها از هیچ استانی بیش از یک دهم از کل امضاهای گردآوری‌شده نباشند. 
فرصت گردآوری امضا کمتر از یک ماه است و زمان دقیق آن در روزنامه رسمی اعلام می‌شود. برای مثال در انتخابات ۲۰۱۷، زمان گردآوری امضا بر اساس آنچه در روزنامه‌های رسمی فرانسه آمده بود، از ۲۵ فوریه تا ۱۷ مارس تعیین شده بود. در انتخابات آن سال مسئولان برگزاری انتخابات، فرم‌های متقاضیان را برای ۴۲٬۰۰۰ مقام انتخابی که طبق قانون صلاحیت امضا دارند؛ فرستادند. مقام‌های یادشده فرم‌های مذکور را پس از امضا باید به شورای قانون اساسی بفرستند تا صحت آن‌ها تأیید شود. در ۲۰۱۷ برخلاف دوره‌های پیش، فهرستی از امضاها در روزهای سه‌شنبه و پنج‌شنبهٔ هر هفته روی وبسایت شورا قرار گرفت. این کار در گذشته تنها پس از پایان دورهٔ گردآوری امضا انجام می‌گرفت. روز پایانی گردآوری امضاها آخرین مهلت نامزدها برای اعلان فهرست اموالشان نیز بود.
شورای عالی سمعی و بصری فرانسه (CSA) مسئولیت دارد تا از اعطای زمان برابر در شبکه‌های رادیویی و تلویزیونی اطمینان حاصل کند. کارزار انتخاباتی در دور نخست، دو روز پیش از انتخابات به پایان می‌رسد. شورای قانون اساسی نتایج دور اول را بازبینی کرده و نتایج نهایی به طور رسمی توسط این شورا اعلام خواهد شد. اگر نیاز به دور دوم شد، انتخابات دور دوم نیز با همان رویه برگزار خواهد شد.